# Костадин Бонев
Костадин Бонев Костадинов е български режисьор и сценарист.

## Биография и творчество
Роден е на 9 януари 1951 г. в град Трявна.
Завършва първоначално ВИИ „Карл Маркс“ със специалност счетоводна отчетност. През 1980 г. завършва театрознание във ВИТИЗ „Кръстьо Сарафов". През 1990 г. специализира кино и телевизионна режисура пак във ВИТИЗ.
Филмът му „Никола Вапцаров. Пет разказа за един разстрел“ предизвиква несъгласието на наследниците на поета Никола Вапцаров. Участието на Костадин Бонев редом до автора на книгата за Вапцаров „Третият разстрел“ (1993) Марин Георгиев в телевизионното предаване История.bg по БНТ предизвиква гневна реакция в средите на БСП.

## Филмография

### Като режисьор
- Гео Милев в лабиринта на времето (2021)
- Далеч от брега (2018)
- Изкореняване (2017)
- Потъването на Созопол (2014) – награден на фестивала „Златна роза“ 2014 г.[4]
- Никола Вапцаров. Пет разказа за един разстрел (2013)[5] – награда за документален филм на фестивала „Златен ритон“ 2013[6]
- Класификация на спомени (2010) – сц. Влади Киров, документален филм за Любомир Канов
- Европолис, градът на Делтата (2009) – сц. Влади Киров, документален филм за град Сулина и по роман на Еугениу Ботез
- Военен кореспондент (2008)
- Роден в робство (2006) – сц. Влади Киров, документален филм за Димитър Петков
- Спомен подир спомен (2006) – сц. Влади Киров, документален филм за НДК
- Корабите са пълни (2005) – сц. Влади Киров
- Подгряване на вчерашния обед (2002)
- Магията на българския иконостас (2001)
- 1934 (1999) – сц. Влади Киров
- Търпението на камъка (1998)
- Под облак (1997)
- Служение (1996) – сц. Иван Дечев, документален филм за Петър Динев
- Духът на храма (1995)
- Писма до долната земя (1994)
- Ловци на сънища (1991)

### Като сценарист
- Гео Милев в лабиринта на времето (2021) – съсценарист Константин Петров[7]
- Потъването на Созопол (2014)
- Магията на българския иконостас (2001)
- Търпението на камъка (1998)
- Под облак (1997)
- Духът на храма (1995)
- Писма до долната земя (1994)
- Ловци на сънища (1991)